# فرد كنور
فرد كنور (بالإنجليزية: Fred Knorr)‏ هو شخصية أعمال أمريكي، ولد في 9 يوليو 1913، وتوفي في 26 ديسمبر 1960.